# Бездітко Андрій Павлович
Андрій Павлович Бездітко (Бездєтко) (8 червня 1919, село Різуненкове, тепер Коломацького району Харківської області — 26 грудня 2000, місто Харків) — український радянський і компартійний діяч, голова виконавчого комітету Харківської обласної Ради народних депутатів. Депутат Верховної Ради СРСР 8—10-го скликань, депутат Верховної Ради УРСР 7-го скликання (з 1968 р.). Член ЦК КПУ в 1971—1986 роках.

## Біографія
Народився в родині селянина-бідняка в селі Різуненкове (за іншими даними — в селі Крамарівці) Харківської губернії. Закінчив Коломацьку середню школу Харківської області. У 1938 році вступив на агрономічний факультет Харківського сільськогосподарського інституту імені Докучаєва.
З 1941 року — в Червоній армії, учасник німецько-радянської війни. З жовтня 1941 по червень 1942 року навчався у Військовій академії хімічного захисту імені Ворошилова. Потім служив начальником хімічної служби батальйону, начальником хімічної служби полку. Воював на Калінінському, Степовому, 2-му Українському та 1-му Білоруському фронтах. З 1945 року був інспектором військової комендатури міста Тельтов окупованої Німеччини.
Член ВКП(б) з 1944 року.
Після демобілізації, з 1946 року працював дільничним агрономом Коломацької машинно-тракторної станції (МТС) Харківської області і заочно навчався у Харківському сільськогосподарському інституті, який закінчив у 1947 році.
З 1947 року — головний агроном Шебелинської машинно-тракторної станції (МТС) Балаклійського району Харківської області.
З 1949 року — завідувач сільськогосподарського відділу Балаклійського районного комітету КП(б)У. У 1950—1955 роках — секретар Балаклійського районного комітету КП(б)У Харківської області.
У 1955—1961 роках — 1-й секретар Чугуївського районного комітету КПУ Харківської області.
У 1961—1962 роках — начальник Харківського обласного управління радгоспів.
У 1962 — січні 1963 року — 1-й заступник голови виконавчого комітету Харківської обласної Ради депутатів трудящих і начальник Харківського обласного управління виробництва і заготівель сільськогосподарських продуктів. У січні 1963 — грудні 1964 року — 1-й заступник голови виконавчого комітету Харківської обласної сільської Ради депутатів трудящих і начальник Харківського обласного управління виробництва і заготівель сільськогосподарських продуктів. У грудні 1964 — 15 лютого 1968 року — заступник голови виконавчого комітету Харківської обласної Ради депутатів трудящих.
15 лютого 1968 — березень 1983 року — голова виконавчого комітету Харківської обласної ради депутатів трудящих (народних депутатів).
Потім — на пенсії. З 1984 року очолював Харківське обласне відділення (Відкрите акціонерне товариство) «Сортнасіновоч».

## Нагороди
- два ордени Леніна (26.02.1958, 1976)
- два ордени Жовтневої Революції (1973)
- орден Вітчизняної війни 1-го ст. (1985)
- два ордени Трудового Червоного Прапора (6.06.1969)
- орден Червоної Зірки (1944)
- медалі
- Почесна грамота Президії Верховної Ради Української РСР (28.12.1977)
- почесний громадянин міста Харкова (1999)